# Porenbildendes Toxin

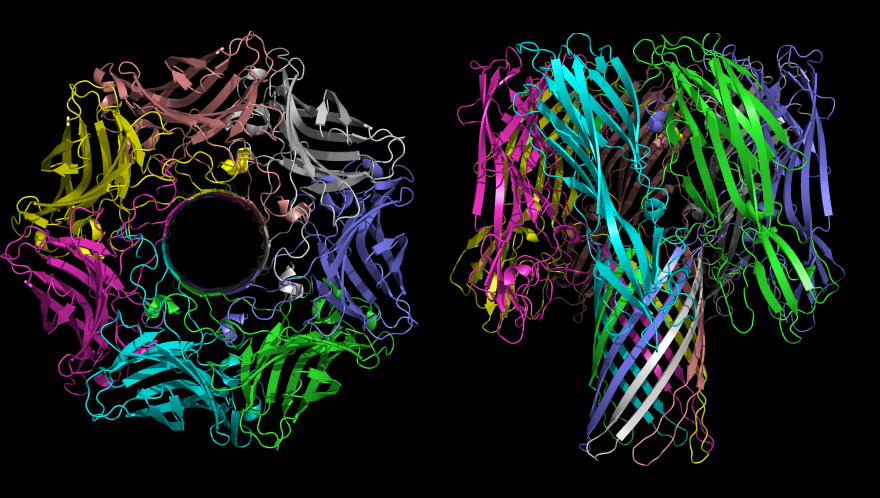
Struktur des α-Hämolysins aus S. aureus, Aufsicht und Seitenansicht

Ein porenbildendes Toxin (englisch pore-forming toxin, PFT) ist ein Protein, das eine Pore in bestimmten Biomembranen bildet und als Toxin wirkt.

## Eigenschaften
Porenbildende Toxine sind Exotoxine, die meistens von pathogenen Bakterien hergestellt werden, z. B. Clostridium septicum und Staphylococcus aureus. Die toxische Wirkung wird durch die zytotoxische Wirkung auf Säugerzellen vermittelt, da die Zellmembranen von Zellen durch die Poren perforiert werden, woraufhin das Zytosol ausläuft, die Homöostase der Zelle nicht mehr aufrechterhalten werden kann und die Nekrose und Apoptose erfolgt. Durch den entstandenen Schaden für den Wirt werden die meisten porenbildenden Toxine zu den Virulenzfaktoren gezählt. Porenbildende Toxine dienen Bakterien zur Erhöhung ihres Nahrungsangebots, zur Veränderung der Umgebungsbedingungen und teilweise zur Vermeidung einer Immunreaktion durch Zerstörung von Immunzellen. Teilweise werden porenbildende Toxine von Bakterien zur Bekämpfung anderer Bakterienarten hergestellt, z. B. die kanalbildenden Subtypen der Colicine und möglicherweise auch Nisin. Im Gegensatz zu porenbildenden Toxinen sind Bakteriocine oder die nichtribosomalen Peptide wie z. B. Polymyxine oder Iturine zwar destabilisierend für Biomembranen, aber meistens zu klein zur Ausbildung eines Ionenkanals.
Neben den bakteriellen porenbildenden Toxinen werden porenbildende Proteine auch von Eukaryoten zur Abwehr bakterieller Infektionen gebildet, z. B. Defensin und Sarcotoxin. Andere dienen in giftigen Eukaryoten als Toxin, z. B. Melittin im Bienengift. Eukaryotische MACPF-ähnliche Proteine kommen beim Perforin und dem C9 des Komplementsystems als Teil der Immunabwehr vor. Die porenbildenden Toxine mit antimikrobieller Wirkung gehören zu den antimikrobiellen Peptiden.

## Typen
Bakterielle porenbildende Toxine werden in verschiedene Gruppen eingeteilt, die sich hinsichtlich des Aufbaus und des Wirkmechanismus unterscheiden:
- α-porenbildende Toxine, z. B. Cytolysin A
- β-porenbildende Toxine, z. B. α-Hämolysin, PV-Leukozidin.
- Cholesterolabhängige Zytolysine, z. B. Pneumolysin
- Kleine porenbildende Toxine, z. B. Gramicidin A.

Weitere membranschädigende Toxine ohne Porenbildung sind zugleich AB-Toxine (z. B. Anthraxtoxin).

### α-porenbildende Toxine
α-PFT wie das Cytolysin A (synonym Hämolysin E, silent hemolysin locus A) kommen in manchen Stämmen von Escherichia coli (v. a. uropathogene Stämme), Salmonella enterica und Shigella flexneri vor.

### β-porenbildende Toxine

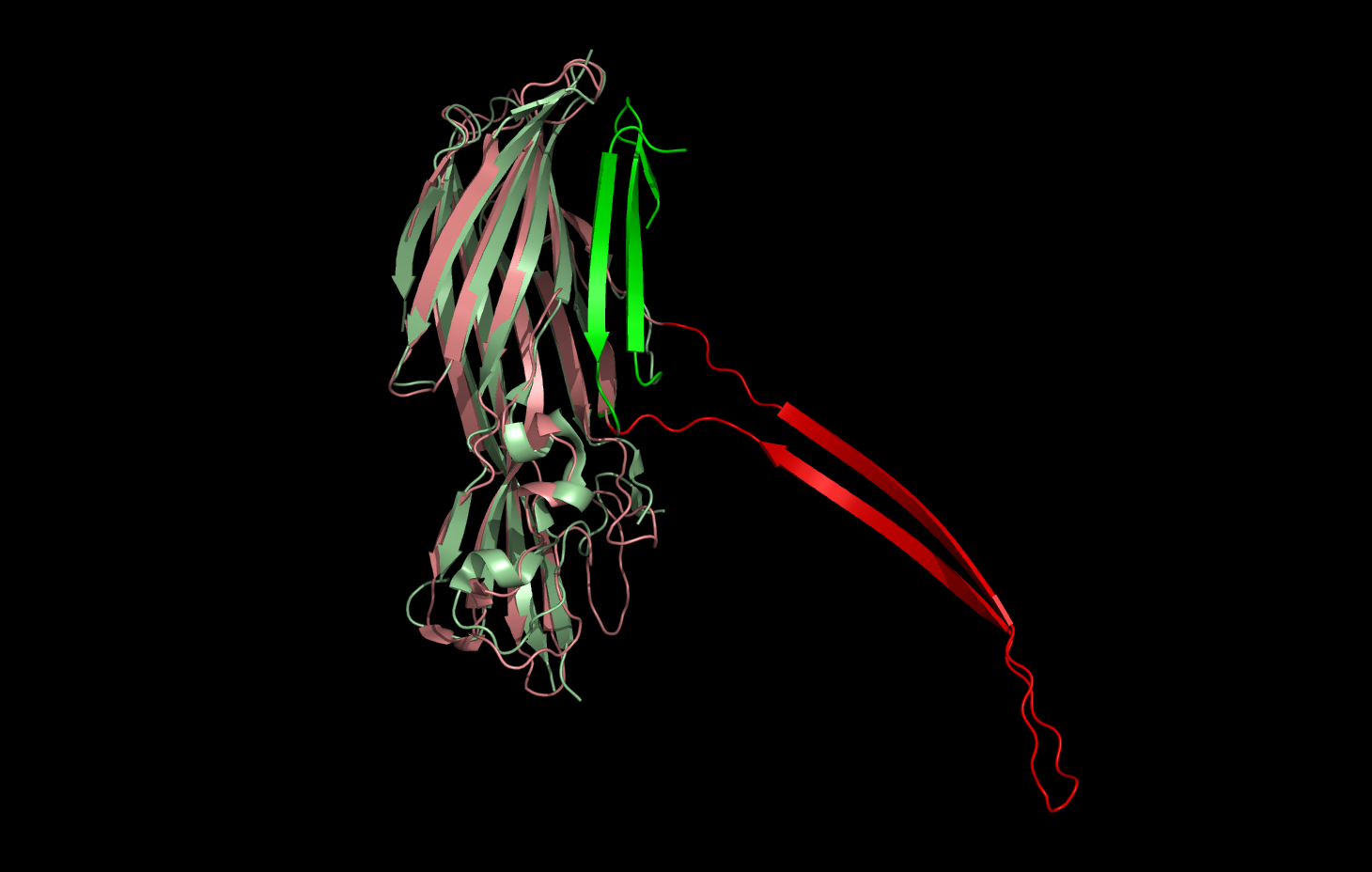
Überlagerung der Strukturen von α-Hämolysin (rot) und PV-Leukozidin (grün). Vermutlich klappt der dunkelgrüne Bereich im Leukozidin heraus, so dass er dem dunkelroten Bereich des Hämolysins ähnelt.

β-PFT sind in ihrer Proteinstruktur aus β-Faltblättern aufgebaut. α-Hämolysin und Leukozidin S sind strukturell verwandt, ebenso Aerolysin und Clostridium ε-Toxin.
β-PFT sind Proteine, die als lösliche Monomere oder porenbildende Proteinkomplexe vorliegen. Der Kopf des heptameren α-Hämolysins ragt aus der Membran heraus, während der Stamm in der Lipiddoppelschicht der Membran liegt. Der Stamm besteht aus einem vierzehnsträngigen β-barrel, mit zwei Strängen aus jedem Monomer. Das Vibrio cholerae Cytolysin ist ebenfalls heptamer. Das Staphylococcus aureus γ-Hämolysin bildet eine oktamere Pore aus sechzehn Strängen. Das Panton-Valentine-Leukozidin S besitzt als Monomer eine ähnliche Form.
Die Bindung der Monomere aneinander und die Einfügung in die Membran erfolgt ähnlich wie bei den Zytolysinen durch Zusammenlagerung peripher an der Membran, gefolgt von einer Änderung der Proteinfaltung und der Einfügung des Stamms in die Membran anhand hydrophober Aminosäuren am Ende des Stammes.
Manche β-PFT wie das Clostridium ε-Toxin und das Clostridium perfringens Enterotoxin (CPE) binden an Rezeptoren, vermutlich Claudin bei CPE, sowie vermutlich GPI-Anker oder andere Glykosylierungen beim ε-Toxin. Durch die rezeptorvermittelte Akkumulation der Monomere wird die Zusammenlagerung zur multimeren Pore begünstigt. CPE dienen den Bakterien zur Abwehr von Makrophagen, zur Veränderung der Umgebungsbedingungen und zur Verbesserung des Nahrungsangebots.

### Cholesterol-abhängige Zytolysine

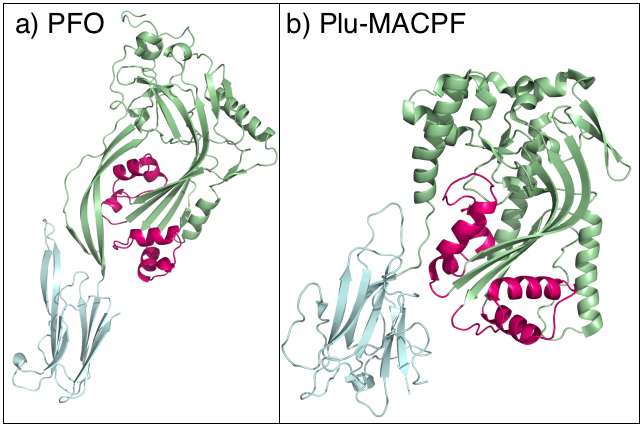
Struktur des Perfringolysin O und des PluMACPF. Bei beiden Proteinen penetrieren α-Helices (rosa) die Membran.

Cholesterol-abhängige Zytolysine (auch Thiol-aktivierte Zytolysine, englisch cholesterol-dependent cytolysin, CDC) sind z. B. Pneumolysin aus Streptococcus pneumoniae, Perfringolysin O aus C. perfringens, Listeriolysin O aus Listeria monocytogenes, Ivanolysin aus Listeria ivanovii, Seeligeriolysin aus Listeria seeligeri, Hämolysin aus Bacillus cereus, Alveolysin aus Bacillus alvei, Streptolysin O aus Streptococcus pyogenes oder Tetanolysin aus Clostridium tetani. Sie bilden Poren von bis zu 260 Å (26 nm) Durchmesser, bestehend aus zwischen 30 und 44 Monomeren. Die Multimerisierung erfolgt peripher an der Zellmembran, woraufhin sich eine α-Helix in eine amphipathische β-Schleife umlagert. CDC sind verwandt mit der MACPF-Familie porenbildender Proteine in Eukaryoten, vermutlich verwenden beide Familien den gleichen Mechanismus.

### Kleine porenbildende Toxine
Gramicidine sind nicht-ribosomal erzeugte kurze Proteine von etwa zehn bis fünfzehn Aminosäuren (D- und L-Aminosäuren), die ebenfalls Poren in Biomembranen bilden können.